# Mare de Déu del Cós
Mare de Déu del Cós és una capella del municipi de Montagut i Oix (Garrotxa) inclosa en l'Inventari del Patrimoni Arquitectònic de Catalunya. Està situada a la muntanya del Cós dintre el recinte de l'antic Castell de Montagut.

## Descripció

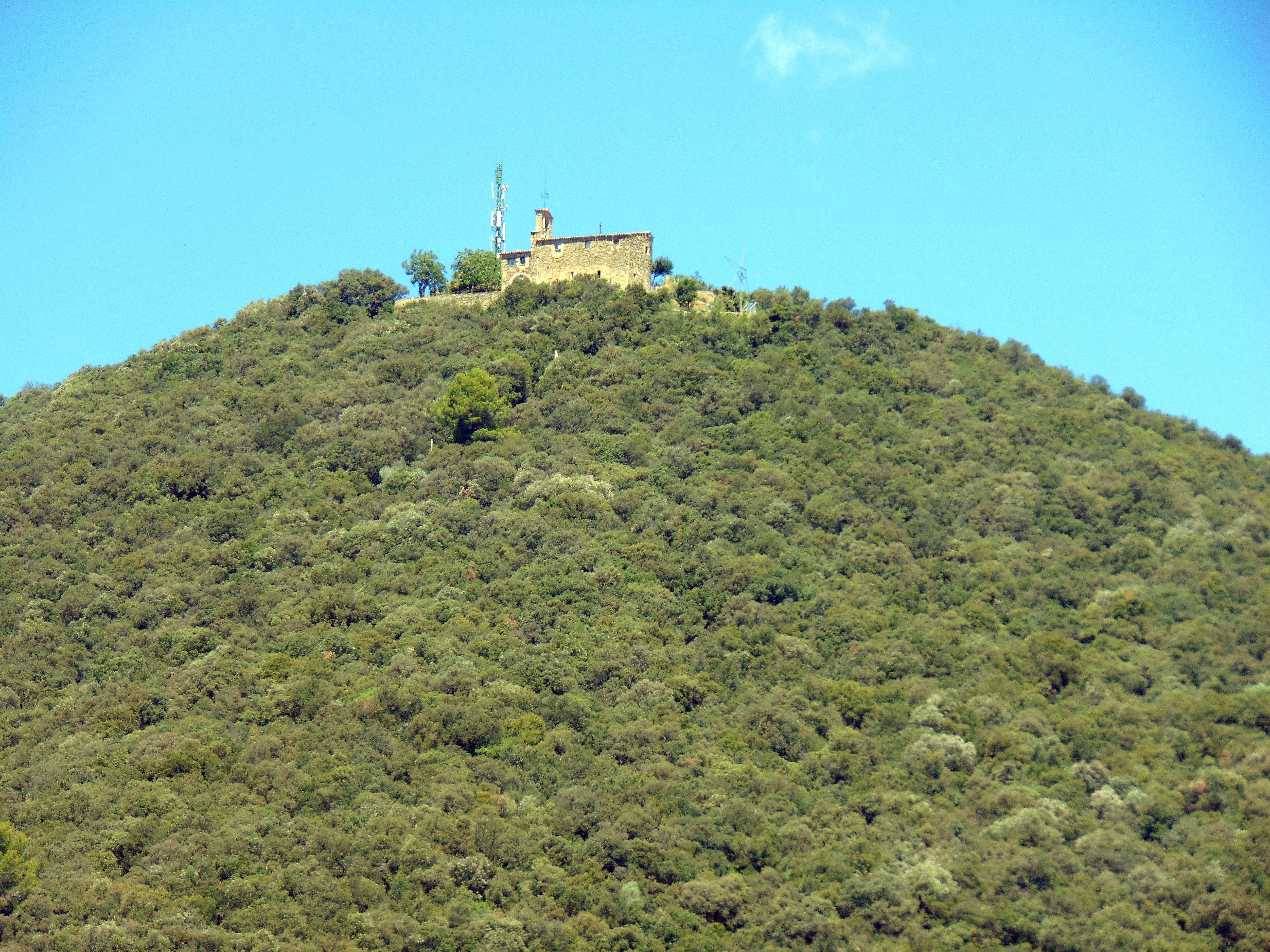

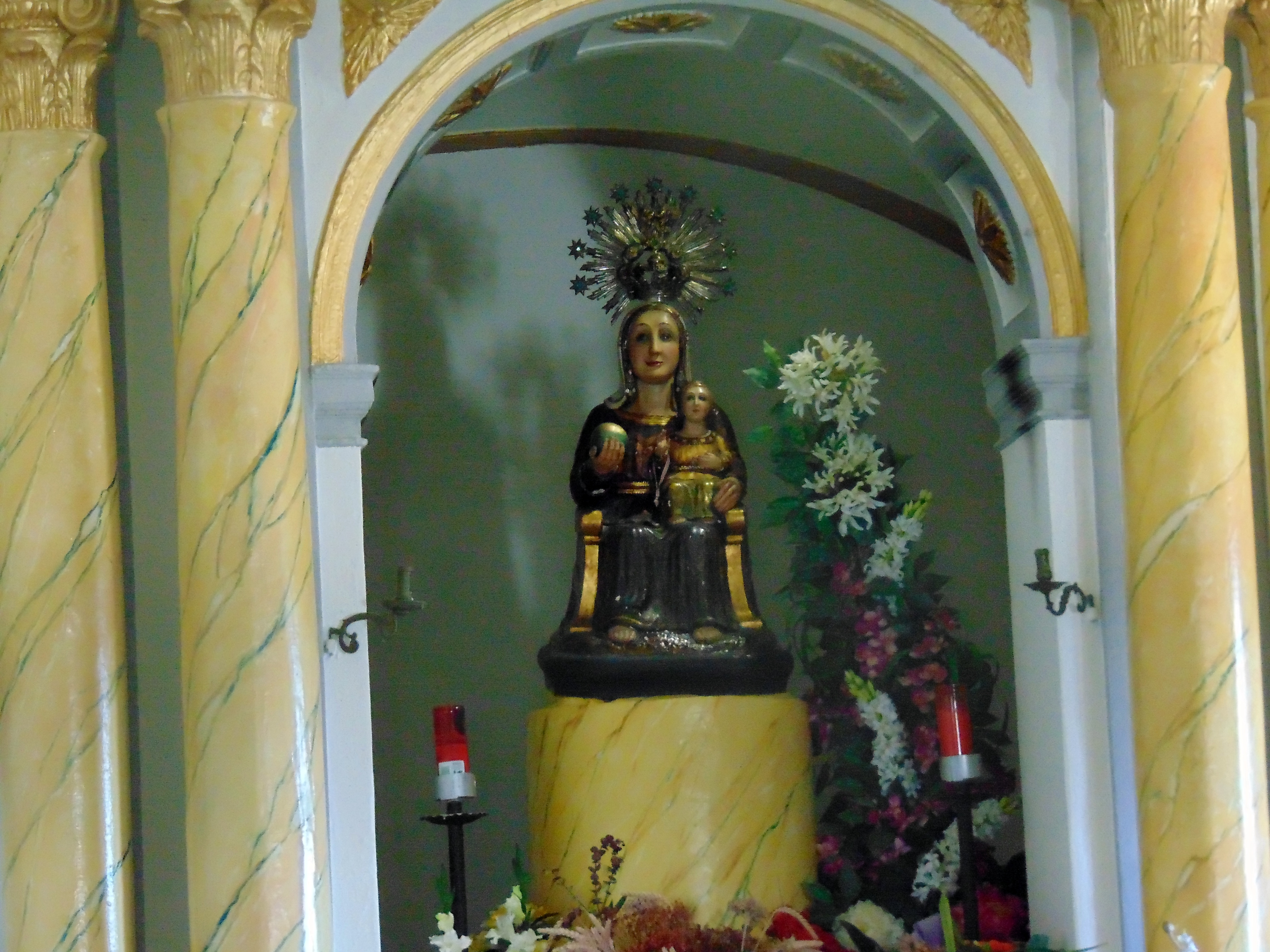
Mare de Déu del Cós

Nostra senyora del Cos està situat en el mateix espai on s'assentava el castell de Montagut, a 603 metres d'altitud. De l'estructura feudal només resten fragments de muralles i una de les torres, que s'utilitza com a pou i cisterna. El temple és d'una sola nau amb absis semicircular orientat a l'est. Sembla que aquest absis es construí aprofitant una antiga torre circular de la fortalesa. L'ingrés, a través d'una porxada, es fa per la façana de ponent. A la part de davant té un porxo en el qual hi ha la porta d'entrada de fusta de dos batents.

## Història
La Mare de Déu del Cós està situat al mateix espai on s'assentava el castell de Montagut, a 603 m d'altitud. Els documents diuen que l'any 1119 Ermessendis de Bas va testar a Udalard, esdeveniment que fa pensar si no devia ser la capella de la fortalesa medieval Fins al 1936 s'hi va venerar una imatge romànica de la segona meitat del s. XIII. L'actual és una còpia feta a partir d'una fotografia, obra de l'escultor olotí Salgueda, decorada per Joaquim Marsillac.
Té un cambril amb la imatge mariana que aguanta el nen Jesús a la falda. Els Goigs que té dedicats canten: A aquest lloc de Montagut, i al devot que clama a Vós, assistiu amb promptitud, Verge Maria del Cos.